# هواپیمایی سمر

هواپیمایی سمر یک شرکت هواپیمایی تاجیک می‌باشد که در سال ۲۰۰۴ تأسیس شد و ناوگانی شامل ۷ هواپیما دارد.
أين ناوگان شامل 2 ايرباس-320 و توپولف-204 است